# Disney Legends

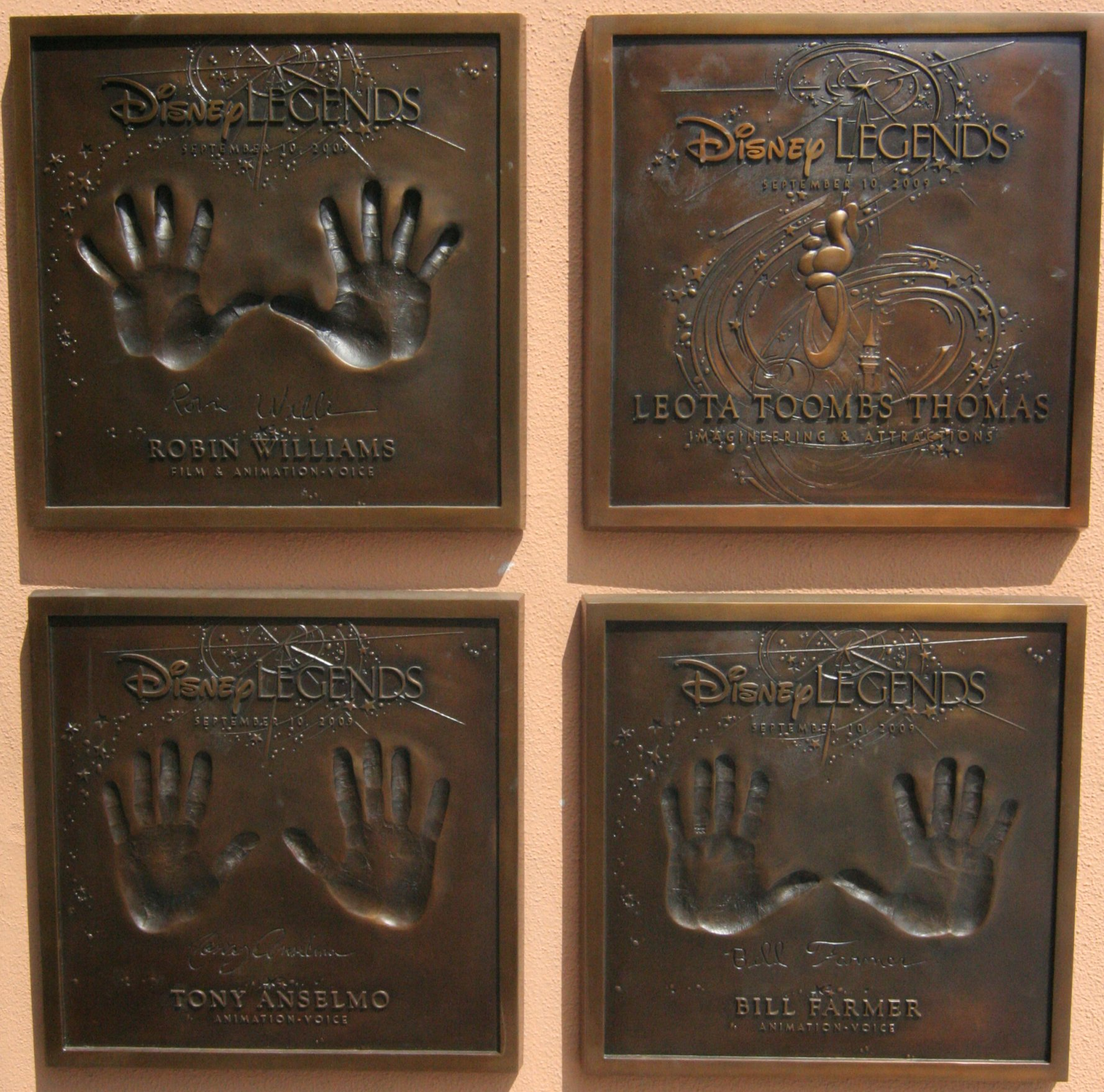
Placas de bronze do programa Disney Legends

Oficializado em 1987, o programa Disney Legends (Lendas Disney em inglês) reconhece as pessoas que realizaram pelo menos uma extraordinária e íntegra contribuição à Walt Disney. O prêmio era entregue anualmente durante uma cerimônia especial, mas desde 2009, dá-se durante a D23, um evento bienal da Disney.
Os recipientes são escolhidos por um comitê de seleção, antes presidido por uma das maiores Lendas Disney, Roy E. Disney, sobrinho de Walt Disney, ex-vice-presidente e diretor emérito da Walt Disney Company. O comitê consiste em executivos de longa data da Disney, historiadores e outras autoridades. A sede corporativa da Disney em Burbank, Califórnia, tem uma praça honrando os recipientes. Cada homenageado está representado por uma placa de bronze; a placa contém a palma das mãos e a assinatura do recipiente, se fossem vivos quando nomeados.
A artista Andrea Favilli fez o design do troféu Disney Legends, que é manufaturado com bronze para a premiação. O prêmio retrata o braço de Mickey Mouse segurando uma varinha de condão com uma estrela na ponta.
A Disney descreve o prêmio como o seguinte:
| “ | A premiação Disney Legends tem três elementos distintos que caracterizam as contribuições feitas por cada recipiente talentoso. A Espiral ... representa a imaginação, o poder de uma ideia. A Mão ... celebra os dons da destreza, disciplina e trabalho. A Varinha e a Estrela ... representam a magia: a centelha que é acendida quando a imaginação e a destreza se combinam para criar um novo sonho. | ” |

Quando a Disney abriu seu hall da fama, todos os proeminentes estúdios de Hollywood abriram seus próprios halls da fama, contudo, desde 2008, a  Disney é o único grande estúdio de Hollywood a ter o seu.

## Recipientes

### 1987
- Fred MacMurray, filme

### 1989
- Les Clark, animação (póstumo)[1]
- Marc Davis, animação e Imagineering[2]
- Ub Iwerks, animação e Imagineering (póstumo)[3]
- Ollie Johnston, animação[4]
- Milt Kahl, animação (póstumo)[5]
- Ward Kimball, animação e Imagineering[6]
- Eric Larson, animação (póstumo)[7]
- John Lounsbery, animação (póstumo)[8]
- Wolfgang Reitherman, animação (póstumo)[9]
- Frank Thomas, animação[10]

Todos, exceto Iwerks, foram Os Nove Anciões da Disney.

### 1990
- Roger Broggie, Imagineering
- Joe Fowler, atrações
- John Hench, animação e Imagineering
- Richard Irvine, Imagineering (póstumo)
- Herb Ryman, Imagineering (póstumo)
- Richard M. Sherman e Robert B. Sherman (Sherman Brothers), música

### 1991
- Ken Anderson, animação e Imagineering
- Julie Andrews, filme[11]
- Carl Barks, animação e publicação
- Mary Blair, animação e Imagineering (póstumo)
- Claude Coats, animação e Imagineering
- Don DaGradi, animação e filme
- Sterling Holloway, animação
- Fess Parker, filme e televisão
- Bill Walsh, filme e televisão (póstumo)

### 1992
- Jimmie Dodd, televisão (póstumo)
- Bill Evans, Imagineering
- Annette Funicello, filme e televisão
- Joe Grant, animação
- Jack Hannah, animação
- Winston Hibler, filme (póstumo)
- Ken O'Connor, animação e Imagineering
- Roy Williams, animação e televisão (póstumo)

### 1993
- Pinto Colvig, animação (póstumo)
- Buddy Ebsen, filme e televisão
- Peter Ellenshaw, filme
- Blaine Gibson, animação e Imagineering
- Harper Goff, filme e Imagineering
- Irving Ludwig, filme
- Jimmy MacDonald, animação (póstumo)
- Clarence Nash, animação (póstumo)
- Donn Tatum, administração
- Card Walker, administração

### 1994
- Adriana Caselotti, animação
- Bill Cottrell, animação e Imagineering
- Marvin Davis, filme e Imagineering
- Van France, atrações
- David Hand, animação (póstumo)
- Jack Lindquist, atrações
- Bill Martin, Imagineering
- Paul J. Smith, música (póstumo)
- Frank Wells, administração (póstumo)

### 1995
- Wally Boag, atrações
- Fulton Burley, atrações
- Dean Jones, filme
- Angela Lansbury, filme e animação
- Edward Meck, atrações (póstumo)
- Fred Moore, animação (póstumo)
- Thurl Ravenscroft, dublagem
- Wathel Rogers, Imagineering
- Betty Taylor, atrações

### 1996
- Bob Allen, atrações (póstumo)
- Rex Allen, filme e televisão
- X Atencio, animação e Imagineering
- Betty Lou Gerson, animação
- Bill Justice, animação e Imagineering
- Bob Matheison, atrações
- Sam McKim, Imagineering
- Bob Moore, animação e filme
- Bill Peet, animação
- Joe Potter, atrações (póstumo)

### 1997
- Lucien Adés, música (póstumo)
- Angel Angelopoulos, publicação
- Antonio Bertini, merchandising
- Armand Bigle, merchandising
- Gaudenzio Capelli, publicação
- Roberto de Leonardis, filme (póstumo)
- Cyril Edgar, filme (póstumo)
- Wally Feignoux, filme (póstumo)
- Didier Fouret, publicação (póstumo)
- Mario Gentilini, publicação (póstumo)
- Cyril James, filme e merchandising (póstumo)
- Horst Koblischek, filme e merchandising
- Gunnar Mansson, filme e merchandising
- Arnoldo Mondadori, publicação
- Armand Palivoda, filme (póstumo)
- Poul Brahe Pedersen, publicação (póstumo)
- André Vanneste, merchandising (póstumo)
- Paul Winkler, merchandising (póstumo)

### 1998
- James Algar, animação e filme
- Buddy Baker, música
- Kathryn Beaumont, animação e dublagem
- Virginia Davis, animação
- Roy E. Disney, filme, animação e administração[12]
- Don Escen, administração
- Wilfred Jackson, animação
- Glynis Johns, filme
- Kay Kamen, merchandising
- Paul Kenworthy, filme
- Larry Lansburgh, filme e televisão
- Hayley Mills, filme
- Al Milotte, filme
- Elma Milotte, filme
- Norman "Stormy" Palmer, filme
- Lloyd Richardson, filme
- Kurt Russell, filme
- Ben Sharpsteen, animação e filme
- Masatomo Takahashi, administração
- Vladimir (Bill) Tytla, animação (póstumo)
- Dick Van Dyke, filme
- Matsuo Yokoyama, merchandising

### 1999
- Tim Allen, televisão, filme e dublagem[13]
- Mary Costa, dublagem
- Norm Ferguson, animação (póstumo)
- Bill Garity, filme (póstumo)
- Yale Gracey, animação e Imagineering (póstumo)
- Al Konetzni, merchandising
- Hamilton Luske, animação (póstumo)
- Dick Nunis, atrações
- Charlie Ridgway, atrações

### 2000
- Grace Bailey, animação (póstumo)[14]
- Harriet Burns, Imagineering
- Joyce Carlson, animação e Imagineering
- Ron Dominguez, parques e resorts
- Cliff Edwards, dublagem (póstumo)
- Becky Fallberg, animação
- Dick Jones, dublagem
- Dodie Roberts, animação
- Retta Scott, animação  (póstumo)
- Ruthie Tompson, animação

### 2001
- Howard Ashman, música (póstumo)[15]
- Bob Broughton, filme
- George Bruns, música (póstumo)
- Frank Churchill, música (póstumo)
- Leigh Harline, música (póstumo)
- Fred Joerger, Imagineering
- Alan Menken, música[16]
- Martin Sklar, Imagineering
- Ned Washington, música (póstumo)
- Tyrus Wong, animação

### 2002
Em homenagem à inauguração da Disneyland em Paris, todos os premiados são de descendência europeia.
- Ken Annakin, filme
- Hugh Attwooll, filme
- Maurice Chevalier, filme (póstumo)
- Phil Collins, música[17]
- Sir John Mills, filme
- Robert Newton, filme e televisão (póstumo)
- Sir Tim Rice, música
- Robert Stevenson, filme (póstumo)
- Richard Todd, filme e televisão
- David Tomlinson, filme (póstumo)

### 2003
- Neil Beckett, merchandising
- Tutti Camarata, música
- Edna Francis Disney (póstumo)[18]
- Lillian Disney (póstumo)[19]
- Orlando Ferrante, Imagineering
- Richard Fleischer, filme
- Floyd Gottfredson, animação (póstumo)
- Buddy Hackett, filme e televisão (póstumo)
- Harrison "Buzz" Price, economista
- Al Taliaferro, cartunista (póstumo)
- Ilene Woods, música e dublagem

### 2004
- Bill Anderson, filme e televisão (póstumo)
- Tim Conway, filme
- Rolly Crump, Imagineering
- Alice Davis, Imagineering
- Karen Dotrice, filme e televisão
- Matthew Garber, filme (póstumo)
- Leonard H. Goldenson, televisão (póstumo)
- Bob Gurr, Imagineering
- Ralph Kent, Imagineering e atrações
- Irwin Kostal, música (póstumo)
- Mel Shaw, animação

### 2005
Em homenagem ao quinquagésimo aniversário da Disneyland em 2005, quase todos os prêmios foram destinados aos funcionários dos parques e resorts, Imagineering e pessoas relacionadas.
- Chuck Abbott, parques e resorts (póstumo)
- Milt Albright, parques e resorts
- Hideo Amemiya, parques e resorts (póstumo)
- Hideo Aramaki, parques e resorts (póstumo)
- Charles Boyer, parques e resorts
- Randy Bright, Imagineering (póstumo)
- James Cora, parques e resorts
- Robert Jani, parques e resorts (póstumo)
- Mary Jones, parques e resorts
- Art Linkletter, parques e resorts
- Mary Anne Mang, parques e resorts
- Steve Martin, parques e resorts
- Tom Nabbe, parques e resorts
- Jack Olsen, parques e resorts (póstumo)
- Cicely Rigdon, parques e resorts
- William Sullivan, parques e resorts
- Jack Wagner, parques e resorts (póstumo)
- Vesey Walker, parques e resorts (póstumo)

### 2006
- Tim Considine, televisão
- Kevin Corcoran, televisão e filme
- Al Dempster, animação (póstumo)
- Don Edgren, Imagineering
- Paul Frees, televisão, filme e parques (póstumo)
- Peter Jennings, televisão (póstumo)
- Elton John, música
- Jimmy Johnson, música (póstumo)
- Tommy Kirk, televisão e filme
- Joe Ranft, animação (póstumo)[20]
- David Stollery, televisão e filme
- Ginny Tyler, televisão e filme

### 2007
- Roone Arledge, televisão  (póstumo)
- Art Babbitt, animação  (póstumo)
- Carl Bongirno, Imagineering
- Marge Champion, animação
- Dick Huemer, animação  (póstumo)
- Ron Logan, parques e resorts
- Lucille Martin, administração
- Tom Murphy, administração
- Randy Newman, música[21]
- Floyd Norman, animação
- Bob Schiffer, filme
- Dave Smith, arquivos

### 2008
- Wayne Allwine, dublagem
- Bob Booth, atrações
- Neil Gallagher, atrações
- Frank Gifford, televisão
- Toshio Kagami, parques e resorts
- Burny Mattinson, animação
- Ian McGuinness, televisão
- Walter Peregoy, animação
- Dorothea Redmond, designer
- Russi Taylor, dublagem
- Barbara Walters, televisão
- Oliver Wallace, música  (póstumo)

### 2009
- Tony Anselmo, dublagem
- Harry Archinal, administração
- Beatrice Arthur, filme e televisão (póstumo)
- Bill Farmer, dublagem[22]
- Estelle Getty, filme e televisão (póstumo)
- Don Iwerks, filme[23]
- Rue McClanahan, filme e televisão
- Leota Toombs Thomas, atrações (póstumo)
- Betty White, filme e televisão[24]
- Robin Williams, filme e dublagem[25]

### 2011
- Regis Philbin, televisão
- Jim Henson, filme e televisão (póstumo)
- Jodi Benson, dublagem[26]
- Paige O'Hara, dublagem
- Lea Salonga, dublagem
- Linda Larkin, dublagem
- Anika Noni Rose, dublagem
- Jack Wrather, parques e resorts (póstumo)
- Bonita Wrather, filme (póstumo)
- Guy Williams, televisão (póstumo)
- Bo Boyd, produtos
- Raymond Watson, administração

### 2013
- Tony Baxter, Imagineering
- Collin Campbell, Imagineering (póstumo)
- Dick Clark, televisão
- Billy Crystal, filme e dublagem
- John Goodman, filme e dublagem
- Steve Jobs, animação (póstumo)[27]
- Glen Keane, animação[28]
- Ed Wynn, filme e dublagem (póstumo)

### 2015
- George Bodenheimer, administração
- Andreas Deja, animação
- Johnny Depp, filme
- Eyvind Earle, animação (póstumo)
- Danny Elfman, música
- George Lucas, filme, parques e resorts[29]
- Susan Lucci, televisão
- Julie Reihm Casaletto, parques e resorts
- Carson Van Osten, produtos

### 2017
- Carrie Fisher, filme (póstumo)[30]
- Clyde Geronimi, animação (póstumo)
- Whoopi Goldberg, filme e televisão
- Manuel Gonzales, animação (póstumo)
- Mark Hamill, filme
- Wayne Jackson, Imagineering
- Jack Kirby, publicação (póstumo)[31]
- Stan Lee, filme e publicação[32]
- Garry Marshall, filme e televisão (póstumo)
- Julie Taymor, teatro
- Oprah Winfrey, filme e televisão[33]

### 2019
- Christina Aguilera, música e televisão[34]

- Wing T. Chao, parques e resorts
- Robert Downey Jr., filme[35]
- James Earl Jones, filme
- Jon Favreau, filme[36]
- Bette Midler, filme
- Kenny Ortega, filme e televisão
- Barnette Ricci, parques e resorts
- Robin Roberts, televisão
- Diane Sawyer, televisão
- Ming-Na Wen, filme, televisão e dublagem
- Hans Zimmer, música

### 2022
- Anthony Anderson, filme e televisão
- Kristen Bell, dublagem[37]
- Chadwick Boseman, filme (póstumo)[38]
- Rob't Coltrin, parques e resorts
- Patrick Dempsey, filme e televisão[39]
- Robert Price "Bob" Foster, administração (póstumo)
- Josh Gad, dublagem[40]
- Jonathan Groff, dublagem[41]
- Don Hahn, animação
- Doris Hardoon, Imagineering
- Idina Menzel, dublagem[42]
- Chris Montan, música
- Ellen Pompeo, televisão
- Tracee Ellis Ross, televisão

### 2024
- Colleen Atwood, figurinismo
- Angela Bassett, filme e televisão
- Martha Blanding, parques e resorts
- James L. Brooks, televisão
- James Cameron, filme
- Jamie Lee Curtis, filme
- Miley Cyrus, televisão e música[43]
- Steve Ditko, publicação (póstumo)
- Harrison Ford, filme
- Mark Henn, animação
- Frank Oz, filme e televisão
- Kelly Ripa, televisão
- Joe Rohde, Imagineering
- John Williams, música